# Edmund J. Pendleton
Pour les articles homonymes, voir Pendleton.
Edmund J. Pendleton est un musicien et compositeur né le 1er mars 1899 à Cincinnati et mort à Paris[réf. nécessaire] le 31 janvier 1987.
Ce musicien reçut sa formation à l'Université Columbia de New York et arrivé en France il la compléta auprès de Paul Dukas pour la composition, Charles Münch, Pierre Monteux et Igor Markevitch pour la direction d'orchestre.
Il gagna d'abord sa vie comme pianiste et saxophoniste puis comme organiste improvisateur à la cathédrale américaine de Paris à partir de 1934. Il fuit Paris en 1941-1942 et se réfugie dans les Alpes. Du fait qu'il ne pouvait plus jouer de musique, il se mit à composer et il eut l'inspiration d'un Concerto alpestre pour flûte. Lorsqu'il rentra à Paris en 1945, son concerto est joué plusieurs fois. Il a composé ensuite de nombreuses œuvres, dont un Concerto pour alto (1983), Le Rêve de Yann (opéra pour enfants, 1970) et Le Miracle de la Nativité (drame lyrique dont il a écrit le texte d'après les Saintes Écritures, la mise en scène et la musique en 1975)...
Edmund J. Pendleton fut critique musical au Herald Tribune durant une quinzaine d'années. Il entretint des relations amicales avec James Joyce, Ernest Hemingway et Pablo Picasso.
Œuvres lyriques : Le Mystère de la Nativité, Le Rêve de Yann, Cantate de joie...
Œuvres instrumentales : Concerto pour flûte, Concerto pour alto, Sinfonia, Quatuor, pièces pour orgue, pièces pour piano...

## Discographie (partielle)
- The Miracle of the Nativity/La Nativité, ensemble instrumental Jean-Walter Audoli, ensemble vocal Michel Piquemal, direction : Jean-Walter Audoli, Cybelia, Paris, 1990
- Concerto alpestre et Concerto pour alto, Guy Angelloz (flûte) et Gérard Caussé (alto), ensemble instrumental Jean-Walter Audoli, direction : Jean-Walter Audoli, ARION, 1992